# Roa (cantora)
Kim Min-kyung (hangul: 김민경; hanja: 金珉炅; rr: Gang Min-gyeong; MR: Kang Min-gyŏng; Chuncheon, 26 de julho de 1997), anteriormente conhecida na carreira musical por seu nome artístico Roa (hangul: 로아), e atualmente como Minkyeung, é uma cantora, compositora e dançarina sul-coreana. Realizou sua estreia no cenário musical em 2017 no grupo feminino Pristin.
Após o disband do grupo em 2019, ela debutou novamente em 3 de novembro do mesmo ano no grupo feminino Hinapia.

## Biografia
Roa nasceu sob o nome Kim Min-kyung em Chuncheon, Gangwon, na Coreia do Sul. Roa frequentou a Korean Arts High School, e então passou a cursar no departamento de entretenimento da Universidade de Mulheres de Dongbuk.

## Carreira

### 2014–18: Início da carreira
Roa treinou por cerca de dois e meio anos sob o selo da Pledis Entertainment. Antes de sua estreia, ela apareceu no videoclipe "My Copycat" (나처럼 해봐요), lançado pelo grupo Orange Caramel em agosto de 2014, além de colaborar com Raina e San E como dançarina de apoio para as apresentações da canção "A Midsummer Night’s Sweetness". Em 2015, Roa lançou "Falling Slowly", um single colaborativo com Han Dong-geun, seu colega de gravadora.
Em 2016, Roa foi uma das estagiárias escolhidas para participar do reality show Produce 101. O programa estreou em 22 de janeiro de 2016 através da emissora Mnet, sendo eliminada no último episódio. No mês seguinte, Roa foi confirmada como integrante do novo grupo feminino da Pledis Entertainment, apelidado de Pledis Girlz. De 14 de maio a 10 de setembro de 2016, o grupo realizou vários concertos para se promover antes de sua estreia. O grupo lançou o single digital de pré-estreia, "We", em 27 de junho.
Em 6 de janeiro de 2017, o Pledis Girlz realizou seu último concerto, intitulado Bye & Hi, anunciando seu nome oficial, "Pristin", uma junção de "prismático" (brilhante e claro) e "elastina" (força impecável). Em 2 de março, a Pledis Entertainment anunciou a estreia oficial de Pristin através de uma imagem promocional. Em 27 de março, o grupo realizou sua estreia oficial, lançando seu extended play, Hi! Pristin, e seu single, "Wee Woo".
Em maio de 2018, Roa foi revelada como parte da formação da primeira subunidade, chamada Pristin V. A unidade estreou em 28 de maio com o lançamento do CD single, Like a V, em conjunto de seu single, "Get It".

### 2019: Fim de Pristin e Hinapia
Em 24 de maio de 2019, foi oficialmente anunciado o fim do Pristin, grupo que Roa fez parte por mais de 2 anos.
No dia 29 de outubro, foi anunciado que ela, agora com o nome de palco Minkyeung, junto com outras 3 integrantes do Pristin (Yuha, Eunwoo e Rena) e uma nova trainee fariam parte do grupo Hinapia da empresa novata RSB. O grupo tem debut marcado para o dia 3 de novembro. 

## Discografia

### Singles
| Título                               | Ano          | Posições nas paradas | Vendas       | Álbum        |
| Título                               | Ano          | KOR                  | Vendas       | Álbum        |
| Colaborações                         | Colaborações | Colaborações         | Colaborações | Colaborações |
| ------------------------------------ | ------------ | -------------------- | ------------ | ------------ |
| "Falling Slowly" (com Han Dong-geun) | 2015         | –                    | –            | Once OST     |

## Composições
| Ano           | Canção | Artista | Álbum                | Letra     | Letra                                              | Música    | Música |
| Ano           | Canção | Artista | Álbum                | Creditada | Com                                                | Creditada | Com    |
| ------------- | ------ | ------- | -------------------- | --------- | -------------------------------------------------- | --------- | ------ |
| "We"          | 2016   | Pristin | Lançamento sem álbum | Sim       | Eunwoo, Sungyeon e Xiyeon                          | Não       | —      |
| "Black Widow" | 2017   | Pristin | Hi! Pristin          | Sim       | Sungyeon, Petren Simon Josef Sakaria, Yiva Dimberg | Não       | —      |
| "Running"     | 2017   | Pristin | Hi! Pristin          | Sim       | Sungyeon                                           | Não       | —      |

## Filmografia

### Programas de televisão
| Ano  | Título                       | Canal     | Função      | Nota(s)        |
| ---- | ---------------------------- | --------- | ----------- | -------------- |
| 2016 | Produce 101 Season 01        | Mnet      | concorrente | Episódios 1–12 |
| 2016 | Please Take Care of Vanity 2 | Fashion N | convidada   | com Eunwoo     |

## Videografia

### Videoclipes
| Aparições                    | Aparições | Aparições      |
| Canção                       | Ano       | Artista        |
| ---------------------------- | --------- | -------------- |
| "My Copycat (나처럼 해봐요)" | 2014      | Orange Caramel |
| "Falling Slowly"             | 2015      | Han Dong-geun  |
| "Daybreak"                   | 2016      | NU'EST         |